# Nicht tot zu kriegen (Fernsehserie)
Nicht tot zu kriegen ist eine deutsche Comedy-Fernsehserie mit Jochen Busse. Die acht Folgen der ersten Staffel wurden in Doppelfolgen an vier Donnerstagen im März 2017 auf RTL ausgestrahlt. Regie führten Felix Stienz und Daniel Rakete Siegel, Headautorin war Stefanie Ren.

## Handlung
Hauptfigur der schwarzhumorigen Sitcom ist der griesgrämige alte Villenbesitzer Helmut Kraft (Jochen Busse), der sich nach dem Ableben seiner Ehefrau, seiner wenigen Freunde und schließlich auch noch seines jüngeren Bruders in seiner 800-Quadratmeter-Villa plötzlich sehr allein fühlt. Um Abhilfe zu schaffen und das Anwesen wieder mit Leben zu füllen, verkauft er seinen Grundbesitz zu einem extrem günstigen Preis an zwei junge Paare – allerdings mit der Auflage, dass er lebenslang im Dachgeschoss wohnen darf. Die einziehenden Geschwister Dagmar (Caroline Frier) und Nina (Amelie Plaas-Link) und deren Männer Oliver (Tristan Seith) und Rasmus (Mathias Harrebye-Brandt) merken schon bald, was sie sich mit dem vermeintlich günstigen Kauf aufgehalst haben.

## Produktion
Headautorin der Serie ist Stefanie Ren, die Idee stammt von Rolf Gade von Boxen und Holger Schmidt. Regie führten Felix Stienz und Daniel Rakete Siegel, Kamera führten Brendan Uffelmann und Paul Pieck. Produziert wurde die Serie von Uli Wilkes und Natalie Schneiders für die Pro TV Produktion GmbH im Auftrag von RTL.
Aufgrund der durchschnittlichen Zuschauer-Quote von 12,1 Prozent, die unter dem Sender-Schnitt liegt, entschied RTL im Mai 2017, keine zweite Staffel in Auftrag zu geben.

## Rezeption

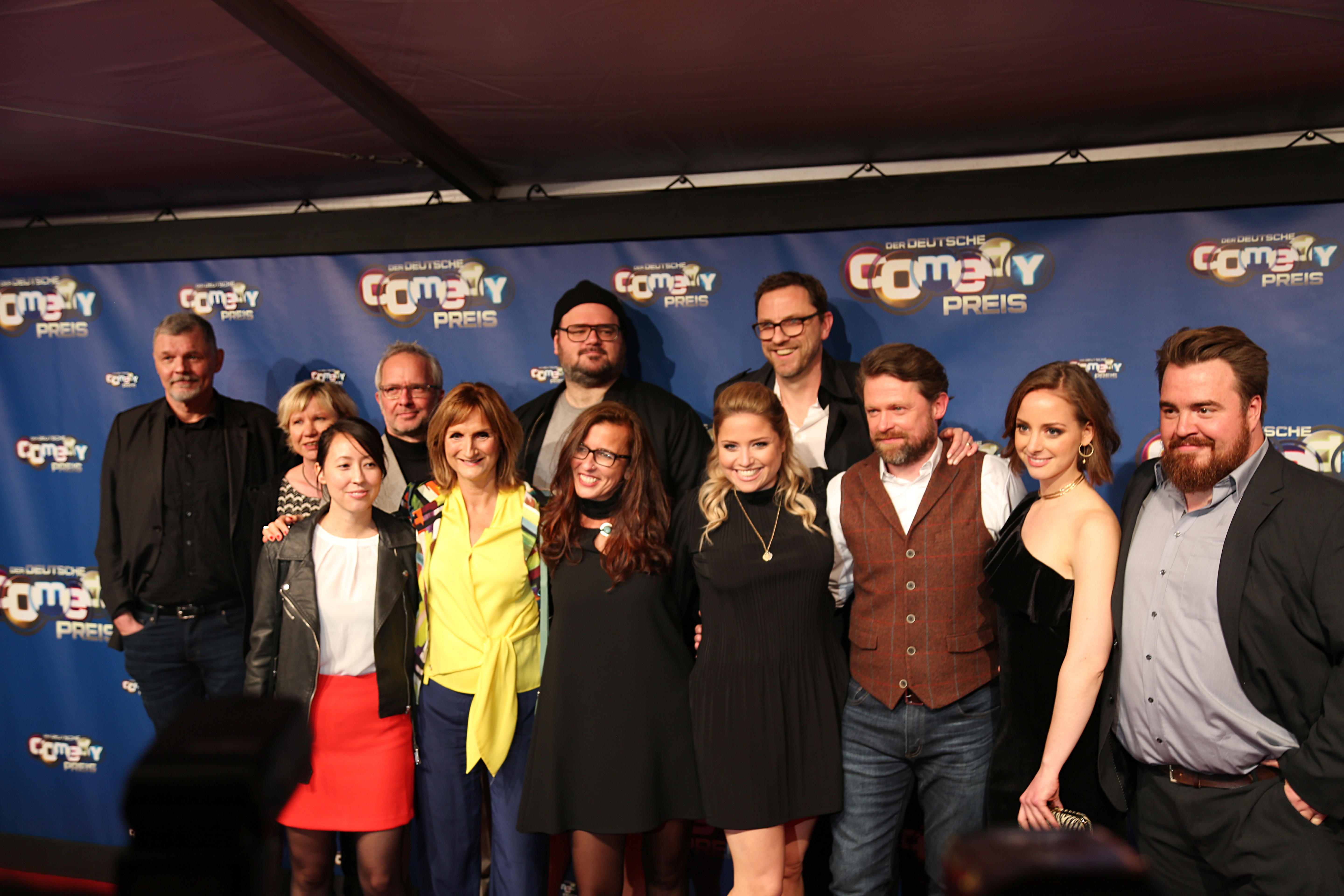
Cast von Nicht tot zu kriegen (2017)

Die Serie bekam überwiegend positive Kritiken, Lob fand unter anderem der Cast, die Dialoge und der Humor. So findet Tilmann P. Gangloff von Tittelbach.tv "Busse zieht als Tyrann alle Register, das Ensemble ist mit unter anderem Caroline Frier und Tristan Seith stimmig besetzt, die Dialoge sind böse und die Umsetzung flott. Trotzdem ist die Serie erfreulicherweise keine Sitcom und daher nicht auf Teufel komm’ raus als Gagfeuerwerk konzipiert."
Kritisiert wurde vor allem der Einsatz der Musik. Axel Weidemann von faz.net schreibt: "Derweil wird die Stärke der Serie, all die kleinen Scharmützel und Wortwechsel, eingeschnürt durch allerlei unnötigen Chichi: unmotivierte Einzelaufnahmen als Füller und eine musikalische Untermalung, gegen die sich die eines jeden Kindertrickfilms subtil ausnimmt. Wer sich so ausgiebig beim britischen Humor bedient und solide Darsteller einsetzt, dem hätte auch ein wenig Mut zum ästhetischen Unterstatement gut zu Gesicht gestanden. Als hätte man dem eigenen Produkt misstraut."
Auch Benedikt Frank von sueddeutsche.de äußert ähnliche Kritik: „Jochen Busse ist in seiner Rolle so liebenswürdig verachtenswert wie immer, sodass es gar nicht unbedingt nötig wäre, seine Auftritte mit Unheil ankündigender Musik zu untermalen.“

## Besetzung
| Schauspieler            | Rolle                     | Folgen    | Anmerkungen |
| ----------------------- | ------------------------- | --------- | --- |
| Jochen Busse            | Helmut Kraft              | 1.01–1.08 | Villenbesitzer Helmut Kraft ist kompromisslos, fies – und einsam. Er hat einiges mit seinen neuen Mitbewohnern vor. |
| Caroline Frier          | Dagmar Kramer             | 1.01–1.08 | Friseurmeisterin Dagmar (Anfang 30) spürt, dass Helmut Kraft etwas mit ihnen im Schilde führt und versucht sich gegen ihn zu wehren.                                                                                              |
| Tristan Seith           | Oliver Kramer             | 1.01–1.08 | Oliver (Anfang 30) ist zufrieden mit seinem Leben. Alles, was der gelernte Masseur zum Glücklichsein braucht, sein Fernseher und seine Dagmar. Im Haus ist er der Schlichter.                                                     |
| Amelie Plaas-Link       | Nina                      | 1.01–1.08 | Nina ist 28, arbeitet bei einem Lokalsender als Praktikantin und ist Dagmars kleine Schwester. Kurz nach dem Einzug trennt sie sich von ihrem Freund Rasmus und stürzt damit alle in eine Krise.                                  |
| Mathias Harrebye-Brandt | Rasmus Pääkkönen-Ylipulli | 1.01–1.08 | Rasmus (Mitte 30) unterrichtet Sprachen an einer Volkshochschule und fällt aus allen Wolken, als Nina sich nach dem gemeinsamen Hauskauf von ihm trennt. Dennoch bleibt er bei ihr wohnen und versucht sie zurückzugewinnen.      |
| Petra Nadolny           | Irina Popova              | 1.01–1.08 | Frau Popova (Anfang 50) ist die ehemalige Haushälterin von Helmut und seinem Bruder Paul. Sie kommt aus Russland und hat einen Sohn im Teenager-Alter, der ihrer Meinung nach einem ehemaligen Ausrutscher mit Helmut entspringt. |
| Vincent Hahnen          | Jungadler Yannik          | 1.07      | Jungadler Yannik (12) ist ein Pfadfinder der Spenden für sein Herbstcamp sucht. Als Helmut Kraft ihn sieht nutzt er ihn als Abschreckung gegen Dagmar und Oliver die einen Kinderwunsch haben.                                    |

## Auszeichnungen
Nicht tot zu kriegen war 2017 für den Deutschen Comedypreis als beste Comedy-Serie nominiert.